# مصطفی رستگاری
مصطفی رستگاری (زاده ۱۳۵۷ در تهران) فیلم‌نامه‌نویس و مدرس و پژوهشگر در سینمای ایران است.

## زندگی‌نامه
مصطفی رستگاری متولد ۱۳۵۷ تهران و دارای دکترای فلسفه هنر است. از جمله آثار او می‌توان به نویسندگی فیلم سینمایی "چهل سالگی"، "لطفاً بدون گناه"، "به یاد بیاور" و آثار ویدئویی"ما هنوز زنده‌ایم"، "بلند گریه کن"، "تنها خودت مانده‌ای"، "بالا بلند" و سریال "به دنیا بگویید باستد"، "لیلی کجاست"؟ و غیره اشاره کرد.

## جوایز
- سیمرغ بلورین و دیپلم افتخار در بیست و هشتمین جشنواره بین الملی فجر برای فیلم چهل سالگی
- لوح افتخار بهترین فیلمنامه برای ما هنوز زنده ایم برای فیلم ما هنوز زنده ایم
- تندیس و بهترین فیلمنامه از جشنواره فیلم کوتاه تهران برای فیلم دور یا نزدیک
- تندیس جشن حافظ بهترین فیلمنامه مجموعه تلویزیونی برای سریال راستش را بگو

## کتاب شناسی
- داستایفسکی،قصه گو مصائب بی خدایی ۱۳۸۱
- مجموعه داستان: ختم عزرائیل ۱۳۸۱
- مجموعه شعر: وای بر یوسف ۱۳۸۴

## داوری ها
داوری بخش سینما و ادبیات جشنواره ی بین المللی فیلم کوتاه تهران 
عضو هیات انتخاب داور جشنواره بین المللی فیلم کوتاه کیش
عضو هیات انتخاب بخش قلم طلایی در جشنواره مقاومت
عضو شورای پروانه ساخت سازمان سینمایی

### نویسنده
- دریاچه ماهی (۱۳۹۵)
- دور یا نزدیک(۱۳۹۲)
- راستش را بگو (۱۳۹۱)
- شیفت شب (۱۳۸۸)
- درها و پرده‌ها (۱۳۸۸)
- چهل سالگی (۱۳۸۷)
- به دنیا بگویید بایستد (۱۳۸۵)
- ما هنوز زنده ایم  (۱۳۸۴)
- تنها خودت مانده‌ای (۱۳۸۴)
- بالابلند (۱۳۸۴)